# Ищанов, Кайрат Кыдрбаевич
Кайрат Кыдрбаевич Ищанов (каз. Қайрат Қыдырбайұлы Ищанов; 28 сентября 1950, Гурьев, Казахская ССР — 24 ноября 2022, Атырау) — казахстанский политический и общественный деятель. Депутат Сената Парламента Республики Казахстан (2005—2017).

## Биография
Родился 28 сентября 1950 года в г. Гурьеве.
В 1980 году окончил Казахский политехнический институт им. В. И. Ленина по специальности «Инженер-механик».

## Трудовая деятельность
С 1968 по 1970 год — рыбак колхоза «Кзыл балык».
С 1972 по 1983 год — судомеханик, инженер-строитель колхоза «Кзыл балык».
С 1983 по 1984 год — инструктор Балыкшинского райкома КПК Гурьевской области.
С 1984 по 1986 год — главный инженер колхоза «Кзыл балык».
С 1986 по 1988 год — председатель правления колхоза им. Курмангазы.
С 1988 по 1991 год — председатель правления колхоза «70 лет Октября», «Кзыл балык».
С 1991 по 1994 год — председатель Балыкшинского райисполкома, первый заместитель председателя исполкома, главы Былыкшинской районной администрации.
С 1994 по 1999 год — председатель правления колхоза, производственного кооператива им. Джамбула.
С 1999 по 2000 год — секретарь Маслихата Атырауской области.
С 2000 по 2001 год — председатель колхоза, производственного кооператива им. Джамбула.
С 2001 по 2005 год — заместитель акима Атырауской области.
В последние годы — региональный директор Международный научный комплекс «Астана».

## Выборные должности, депутатство
С 1991 по 2001 год — депутат областного совета народных депутатов, областного маслихата.
С 2005 по 2017 год — депутат Сената Парламента Республики Казахстан от Атырауской области, член Комитета по экономике, финансам и бюджету.
Член Организации Центральноазиатских государств, член группы сотрудничества с Сеймом Литовской Республики, с Конгрессом США, с Сенатом Румынии, с Сенатом Итальянской Республики, с Консультативным Советом (Мажилис Шура) Королевства Саудовская Аравия.
Председатель Комитета по аграрным вопросам и охране окружающей среды (2007—2008).
Председатель Комитета по финансам и бюджету (2005—2016).
Заместитель председателя Сената Парламента Республики Казахстан (2008—2016).

## Награды и звания
- 2005 — Орден Курмет;[4]
- 2009 — Почётная грамота МПА СНГ;[5]
- 2011 — Орден Парасат;[6]
- 2013 (17 июня) — Почётная грамота Национального собрания Республики Беларусь; — за значительный вклад в укрепление межгосударственных и межпарламентских связей[7]
- 2014 (17 апреля) — Орден «Содружество» (МПА СНГ); — за активное участие в деятельности Межпарламентской Ассамблеи и её органов, вклад в укрепление дружбы между народами государств — участников Содружества Независимых Государств;[8]
- 2014 — Почётная грамота МПА ЕврАзЭс (2014);[9]
- 2016 — Орден «Барыс» ІІІ степени;[10]
- 2022 (8 ноября) — Орден «Барыс» ІІ степени;[11]
- Почётная грамота Сената Парламента Республики Казахстан;
- Благодарственное письмо Первого Президента Республики Казахстан.;
- Награждён государственными и правительственными медалями Республики Казахстан.;
- почётное звание «Почётный гражданин города Атырау» и др.